# Le Chien de Montargis
Le Chien de Montargis est le vingtième roman policier de Jean Amila paru dans la collection Série noire avec le numéro 1930 en 1983.

## Résumé
Francis, dit P'tit Ciss, est un adolescent travaillant chez Courchaudin, un dresseur de chiens de garde et d'attaque à Montargis. Las des chiens et des vexations de son patron, il part à Saint-Raphaël où il devient serveur dans un restaurant. 
Très rapidement il se fait mordre par le chien du restaurateur. Cette nouvelle agression déclenche chez lui une haine  et une psychose assassine envers la gent canine. Il fabrique des boulettes de viande empoisonnées qu'il sème dans les rues de la ville. Très rapidement, le décès de plusieurs chiens provoque l'émoi dans l’opinion publique et la presse locale s’en saisit.
Mais P'tit Ciss, s'il déteste les chiens, aime les chats. Alors qu'il monte sur un toit pour en sauver un, il est remarqué par deux proxénètes qui désormais l'utilisent pour cambrioler des villas de la région — villas où il pénètre d'autant plus aisément qu'il a empoisonné leurs chiens de garde.
P'tit Ciss est tombé amoureux de Lucette, employée chez des vétérinaires, sa pourvoyeuse d'ampoules de cyanure.  Ensemble, ils décident de s'en aller, mais les patrons de Lucette ayant découvert son trafic la tuent et l'enterrent dans un cimetière pour chiens,…

## Édition
Le roman est publié en 1983 dans la Série noire avec le numéro 1930. Il n'a jamais été réédité.  

## Autour du livre
Le titre et l'histoire sont célèbres et maintes fois répétés.
Le titre du livre fait référence à la légende du "chien de Montargis". Au XIVe siècle, sous Charles V, le gentilhomme Aubry de Montdidier est assassiné en forêt. Son chien, retrouvé gémissant et grattant le sol, permet de découvrir le corps. Amené à la cour, le chien y retrouve l'assassin, un certain Richard Macaire, et l'accuse par son comportement. Le roi ordonne un jugement de dieu entre l'homme et le chien. Le duel tournant au désavantage de Macaire, ce dernier avoue son crime,.
Dans le jardin devant l'hôtel Durzy (ce dernier abritant le musée Girodet) de la ville de Montargis, on peut voir une statue de Gustave Debrie « Le Chien de Montargis ». 

Jumelé avec Montargis, l'arrondissement de Yaoundé IV, a aussi depuis 2005 une statue du chien de Montargis, entouré de quatre lions,.
Une pièce de théâtre par René-Charles Guilbert de Pixérécourt, titrée Le Chien de Montargis ou la forêt de Bondy, a été jouée de 1814 à 1834. 

En 1824 Mme Bertin, née de Verceil, publie l'histoire sous le titre Le Chien de Montargis en 1824 (republié en 2017). 

En 1837 La Gazette des tribunaux utilise le titre pour un article sur un assassin dénoncé par le chien de sa victime. 

En 1884 le musicien compositeur Louis Pierre Ledoux écrit une chanson du même titre pour une voix et piano, publiée par J. Guille à Montargis. 

Romain Coolus en a fait un scénario cinématographique en 1909. 

En 1979 Radio France publie dans la collection Les oubliés de l'histoire une cassette audio de Pierre Miquel avec deux titres enregistrés : La Binette et Le chien de Montargis ; l'enregistrement audio est diffusé sur France-Inter.